# Retiro, Madrid
Retiro är ett av Madrids 21 distrikt, beläget i den sydöstra delen av stadens centrala område. Den ligger i provinsen Provincia de Madrid och regionen Madrid, i den centrala delen av landet, i huvudstaden Madrid. Retiro ligger 665 meter över havet och antalet invånare är 126 058.